# Lepanthes synema
Lepanthes synema är en orkidéart som beskrevs av Carlyle August Luer och Alexander Charles Hirtz. Lepanthes synema ingår i släktet Lepanthes och familjen orkidéer. Inga underarter finns listade i Catalogue of Life.